# Strange Wives
Pour plus de détails, voir Fiche technique et Distribution.
Strange Wives est un film américain réalisé par Richard Thorpe, sorti en 1934.

## Synopsis
Jimmy King, un agent de change de New York, se marie avec Nadia, une réfugiée russe, qui se fait passer pour une princesse, malgré les avertissements de son ami Warren. Bientôt, Jimmy se retrouve à être le soutien de toute la famille de Nadia. Le père de Nadia, le Général Kourajine, ne rêve lui que d'une contre-révolution pour lutter contre les Bolcheviks. Pour se débarrasser de sa belle-famille, Jimmy cherche à exploiter leurs divers talents et ils trouvent finalement des sources de revenus qui leur donnent une indépendance. Après avoir évincé un ancien prétendant de Nadia, Jimmy est enfin reconnu comme le chef de famille. 

## Fiche technique
- Titre original : Strange Wives
- Réalisation : Richard Thorpe
- Scénario : Gladys Unger, assistée de Elliott Gibbons, d'après la nouvelle Bread upon the Waters d'Edith Wharton
- Dialogues : Barry Trivers, James Mulhauser
- Direction artistique : Albert S. D'Agostino
- Costumes : Vera West
- Photographie : George Robinson
- Son : Gilbert Kurland
- Montage : Edward Curtiss
- Musique : Edward Ward
- Production : Stanley Bergerman
- Société de production : Universal Pictures
- Société de distribution : Universal Pictures
- Pays d'origine :  États-Unis
- Langue originale : anglais
- Format : noir et blanc — 35 mm — 1,37:1 — son Mono (Western Electric Noiseless Recording)
- Genre : Comédie
- Durée : 75 minutes
- Dates de sortie :
  - États-Unis : 10 décembre 1934

## Distribution
- Roger Pryor : Jimmy King
- June Clayworth : Nadia
- Esther Ralston : Olga
- Hugh O'Connell : Warren
- Ralph Forbes : Paul
- Cesar Romero : Boris
- Francis L. Sullivan : Bellamy
- Valerie Hobson : Mauna
- Leslie Fenton : Svengaart
- Ivan Lebedeff : Dimitri
- Doris Lloyd : Mme Leeper
- Claude Gillingwater : Guggins
- Carrie Daumery : la Princesse
- Greta Meyer : Hilda
- Walter Walker : Général Kourajine
- George Hackathorne : le secrétaire de Guggins
- Anne O'Neal : la secrétaire de Jimmy